# Stefano Carloni
Pour les articles homonymes, voir Carloni.
Stefano Carloni, né le 12 octobre 1988 à Jesi (Italie) est un dessinateur de bande dessinée italien, actif principalement sur le marché franco-belge.

## Biographie
Passionné de dessin et de bande dessinée depuis l'enfance, Stefano Carloni perfectionne ses études sur le dessin après le lycée en s'inscrivant à la Scuola Internazionale di Comics de Jesi, où il obtient son diplôme en 2010. La même année, il commence à travailler pour plusieurs maisons d'édition italiennes de Fumetti (la bande dessinée en Italie), telles que Arcadia, Manfont et Star Comics.
En 2013 il établit les premièrs contacts avec des éditeurs français au festival International de la bande dessinée d'Angoulême, et ainsi il commence sa collaboration avec Paquet, en dessinant Sinclair, sur textes de Laurent Frédéric Bollée. L'année suivant il est déjà au travail sur la série Les Savants, scénarisée par Luca Blengino, publiée par Quadrants. En 2016 Les éditions Glénat lui proposent de dessiner Clemenceau, un album sorti dans la collection Ils ont fait l'Histoire, sur textes de Renaud Dély. Il contribue à illustrer un projet collectif de Dobbs, Méchants - Les grandes figures du mal au cinéma et dans la pop culture, sorti aux éditions Hachette Heroes. En 2017 il complète pour Dargaud le diptyque Le Nouveau Monde, une histoire écrite par François Armanet et Jean Helpert, en dessinant le deuxième chapitre. L'année suivante il dessine Léon le grand, défier Attila, le premier album d'une nouvelle collection historique Glénat titrée Un pape dans l'Histoire.
En 2019, Dargaud lui propose, sur un scénario de Jean-Charles Kraehn de reprendre les rênes de la célèbre série de bande dessinée Barbe-Rouge, près de quinze ans depuis  la dernière apparition du personnage, créé en 1959 par Jean-Michel Charlier et Victor Hubinon,.

## Publications
- Sinclair : Bathurst 68, avec Laurent-Frédéric Bollée, Paquet, coll. « Calandre », 2014  (ISBN 978-2-88890-661-2).
- Les Savants, avec Luca Blengino, Quadrants :

1. Ferrare, 1512 : Du plomb en or, 2016  (ISBN 978-2-302-05052-5)[6].
2. Uraniborg, 1594 : La Bête de l'île, 2017  (ISBN 978-2-302-05785-2)[7],[8].

- Les Savants, tirage de tête intégrale, avec Luca Blengino, Les Sculpteurs de Bulles  (ISBN 979-10-92486-39-1).

- Ils ont fait l'histoire t. 22 : Clemenceau, avec Renaud Dély, Glénat / Fayard, 2017  (ISBN 978-2-344-01731-9).
- Le Nouveau Monde t. 2 : Les Sept Cités de Cibola, avec François Armanet et Jean Helpert, Dargaud, 2018  (ISBN 978-2-205-07026-2)[9],[10].
- Un pape dans l'histoire, t. 2 : Léon le grand, défier Attila, avec France Richemond, Glénat / Cerf, 2019  (ISBN 978-2-344-03086-8)[11],[12],[13].
- Les Nouvelles Aventures de Barbe-Rouge, avec Jean-Charles Kraehn, Dargaud :

1. Pendu haut et court, 2020  (ISBN 978-2-205-08198-5)[14],[15],[16].
2. Les Chiens de mer, 2021  (ISBN 978-2-205-08902-8)[17].
3. Mami Wata, 2023  (ISBN 9782205203066)[18].
4. Chasseur d'esclaves, 2024  (ISBN 978-2-205-21149-8)[19].

- Les Nouvelles Aventures de Barbe-Rouge, Tirage de tête, avec Jean-Charles Kraehn, Editions I :

1. Pendu haut et court, 2020  (ISBN 978-2-37650-054-4).
2. Les Chiens de mer, 2021  (ISBN 978-2-37650-072-8)[20].
3. Mami Wata, 2023  (ISBN 978-2-37650-120-6)

- Gunmen of the West, avec Tiburce Oger, Bamboo Édition, coll. « Grand Angle », 2023  (ISBN 979-10-41103-98-0).

### Documentation
Interviews
- Stefano Carloni (int. par Christian Missia Dio), « Stefano Carloni (Le Nouveau Monde T.2) :"Il y a une sorte de magie à faire revivre les époques passées à travers le dessin" », sur Actua BD, 6 avril 2018.
- Stefano Carloni (int. par Zona Bédé (italien)), « intervista a Stefano Carloni », sur Zona Bédé, 24 février 2017.
- BD Best, « entretien video Capsule BD Best de "Derrière le masque ... Stefano Carloni" », sur Bd Best, 7 novembre 2021
- Stefano Carloni (int. par Dianora Tinti (italien)), « La storica serie Barbe-Rouge disegnata da Stefano Carloni », sur Dianora Tinti, 10 février 2023.
- Stefano Carloni (int. par Zona Bédé (italien)), « Barbarossa salpa dall’Italia verso nuove avventure! », sur Zona Bédé, 2 juillet 2020.